# ズータンズ
ズータンズは、2003年に結成した日本の4人組音楽ユニット。所属事務所はボランチ。
キャッチフレーズは「微炭酸系ピアノロック」。

## メンバー

### メンバー
- 神原 真美（かんばら まみ）

ボーカル、コーラス。1983年2月12日（42歳）生、O型。神奈川県大和市出身。
愛称は「じん」。解散後は「じんプラットホーム」としてソロ活動を開始。
- 鈴木 謙之（すずき のりゆき）‐リーダー。

キーボード、コーラス。1982年4月18日（42歳）生、O型。栃木県宇都宮市出身。
愛称は「のり」。
中村中、岡野宏典などのライブサポートメンバーとしても活動。
- 瀬戸 圭介（せと けいすけ）

ベース。1981年8月5日（43歳）生、O型。神奈川県横浜市金沢文庫出身。
愛称は「せっちゃん」。
- 柚留木 基道（ゆるぎ もとみち）

ドラム。1982年12月30日（42歳）生、A型。愛媛県新居浜市出身。
愛称は「ゆっぴー」。
ザ・マグネチック、KAB.などのライブサポートメンバーとしても活動。
アコースティック編成（略称：ドラマチックズータンズ（DZ））の際は、パーカッションを担当。

### 過去のメンバー
- 佐藤 紘子（さとう ひろこ）

ドラム。2003年5月（結成）～2004年4月。
- 岡和田 拓也（おかわだ たくや）

ギター。2003年5月（結成）～2006年3月。
- 桑原 貴志（くわばら たかし）

ドラム。2004年4月～2008年9月。

### 過去のサポートメンバー
- 仲間 洋（TWELLVE） - ドラム。
- 一之瀬 久（MEGANE WRENCH） - ドラム。

## 歴史
2003年
- 5月、YAMAHA音楽院在学時にVo神原真美・Gt岡和田拓也・Key鈴木謙之・Ba瀬戸圭介・Dr佐藤紘子 の5人が集まり、「ズータンズ」結成。
- 9月、ズータンズ初ライブを四谷フォーバレーにて開催。

2004年
- 3月、「カメレオン」「赤い自転車」2曲入りのCDを発売。
- 4月、Dr佐藤紘子が脱退し、Dr桑原貴志が加入。
- 9月、ミニアルバム「東京ズータンズ」発売。

2005年
- 4月、初のツーマンライブを四谷フォーバレーにて開催。
- 10月5日、自主企画イベント「ズータンズパーティー・熱唱サラリーマンの女」を原宿RUIDOにて開催。同時にマキシシングル「熱唱サラリーマン」発売。

2006年
- 3月1日、Gt岡和田拓也が3月14日のライブをもって脱退することが発表された。
- 5月20日、4人でのライブ活動を再開。同時にミニアルバム「ぐうの音」発売。
- 6月、3月9日に下北沢MOSAiCにて行われたライブを収録したDVD「ズータンズ at MOSAiC」を発売。
- 12月13日、タワーレコード渋谷店限定で、1コイン（￥100）CD「クアトロ」発売。

2007年
- 1月24日、1stマキシシングル「とぎれとぎれ」発売。
- 5月23日、2ndマキシシングル「ジャンクション」発売。
- 7月4日、1stアルバム「さよならズータンズ、こんにちはズータンズ」発売。
- 8月4日、初のワンマンライブ『ズータンズパーティーDX～いらっしゃいませズータンズ～』をShibuya O-Crestにて開催。

2008年
- 3月～、桑原が網膜剥離により入院。一時的に3人編成でのライブ活動を行う。
- 4月23日、3rdマキシシングル「まごころ」発売。
- 5月3日、「まごころ」リリース記念企画『まごころ1000個集めます』スタート。“まごころ旗”は2009年元旦に年賀状として希望者に届けられた。
- 5月15日、ドラムのサポートメンバーとして一ノ瀬久(MEGANE WRENCH)を迎える。以降のライブ活動はメンバーのみの3人編成、サポートとして一ノ瀬を加えた4人編成を併用して行う。
- 9月27日、Dr桑原が治療専念のため、9月をもって脱退することが発表された。
- 10月25日、桑原の脱退に伴い、ズータンズドラムオーディションが行われる。
- 11月13日、3回連続企画<第1回>「ズータンズパーティー ～輪（チーム）～」をShibuya O-Crestにて開催。
- 11月23日、NACK5 20周年&HEAVEN'ROCK15周年イベント『Treasurebox@shibuya』にて、Dr.柚留木基道の加入を発表。
- 12月12日、3回連続企画<第2回>「ズータンズパーティー ～舞（シェイク）～」を横浜BAYSISにて開催。

2009年
- 1月7日、初のラジオレギュラー番組「K-MIX 8×8 ズータンズのしっぽ振って行こう！」が静岡エフエム放送（K-MIX）にて放送開始。
- 2月7日、3回連続企画<第3回>「ズータンズパーティー ～曲（ミュージック）～」がShibuya O-Crestにて開催。
- 3月18日、4thマキシシングル「アップライト」発売。
- 3月22日、レコ発ワンマンライブ「ズータンズパーティーDX アゲイン」をShibuya O-Crestにて開催。
- 4月25日、静岡エフエム放送（K-MIX）内の「SHIZUOKA TOP40」にて、「アップライト」が週間1位を獲得。
- 7月3日、静岡エフエム放送（K-MIX）内の「SHIZUOKA TOP40」にて、「アップライト」が上半期1位を獲得。
- 7月10日、ワンマンライブ「祝☆初出張！ズータンズパーティーDX ～しっぽ振って行こう！～」をLive House 浜松窓枠にて開催。
- 10月11日、ワンマンライブ「ズータンズパーティーDX ～ただいま静岡！また来たの？って言わないで～」をLive House 浜松窓枠にて開催。
- 12月、静岡エフエム放送（K-MIX）内の「SHIZUOKA TOP40」にて、「アップライト」が年間4位を獲得。

2010年
- 1月1日、エフエム栃木（Radio Berry）の「B★BOX FRIDAY HYPER」内で、ズータンズ応援コーナーが放送開始。
- 2月10日、2ndアルバム「と、思っていた。」を発売。
- 3月6日、ワンマンライブ「ズータンズパーティーDX ～と、思っていた。とかいないとか～」をShibuya O-crestにて開催。
- 5月23日、Soupnoteとの2マンライブ「東京ムーンディバーvol.7 と、思っていた。」を青山 月見ル君想フにて開催。（HPからのチケット予約者特典として、メンバーによる着ボイスが配信された。）
- 6月23日、K-MIXパーソナリティ・廣木弓子と、ヒロキユミコとズータンズ名義で「僕たちの夏」を配信リリース。
- 7月、静岡エフエム放送（K-MIX）内の「SHIZUOKA TOP40」にて、「星降る街」が上半期リクエストチャート2位を獲得。
- 10月30日、ワンマンライブ「ズータンズパーティーDX@静岡 ～また来たよ！2度あることは3度あるもんです～」をLive House 浜松窓枠にて開催。
- 12月、静岡エフエム放送（K-MIX）内の「SHIZUOKA TOP40」にて、「僕たちの夏」（ヒロキユミコとズータンズ名義）が年間リクエストチャート2位、「星降る街」が年間リクエストチャート6位を獲得。

2011年
- 3月23日、3rdアルバム「カウボーイ」を発売。
- 5月、3月6日に渋谷SPACE SHOWER TV THE DINERにて行われたライブを収録したCD「ドラマチック・ズータンズ バージョンLIVE CD」を発売。（ネット販売のみ／限定200枚）
- 5月7日、「カウボーイ」発売記念「ズータンズパーティーDX～and you? -始まり-～」をShibuya O-Crestにて開催。
- 5月15日、「カウボーイ」発売記念 「ズータンズパーティーDX～me too. -続く-～」を浜松FORCEにて開催。
- 9月11日、3ヶ月連続ワンマンLIVE「ズータンズパーティーDX～しゃる うぃ dance ? 三回まわってone!～浜松の巻」を浜松窓枠にて開催。
- 10月8日、3ヶ月連続ワンマンLIVE「ズータンズパーティーDX～しゃる うぃ dance ? 三回まわってone!～渋谷の巻」をShibuya O-crestにて開催。
- 11月20日、3ヶ月連続ワンマンLIVE「ズータンズパーティーDX～しゃる うぃ dance ? 三回まわってone!～梅田の巻」を梅田Shangri-laにて開催。(初の関西でのワンマンLIVE)
- 12月、静岡エフエム放送（K-MIX）内の「SHIZUOKA TOP40」にて、「カウボーイ」が年間1位を獲得。

2012年
- 2月29日、2012年5月での解散を発表。
- 4月15日、kainatsu との2マンLIVE「ズータンズパーティーセミファイナル with kainatsu ～東京もよいトコロです～」を東京 代官山LOOPにて開催。
- 5月19日、最後のワンマンLIVE「ズータンズパーティーDX FINAL～ほんとに、ほんとに最後だよ」を浜松窓枠で開催。サプライズ・ゲストとしてsoupnoteが駆けつける。
- 5月30日、レギュラーパーソナリティーを務めた静岡K-MIX 8×8 「ズータンズのしっぽ振って行こう！」の公開生放送にて活動終了。
- 5月31日、解散。

## ディスコグラフィ

### シングル
- カメレオン／赤い自転車（2004年3月発売／販売終了）
- 熱唱サラリーマン（2005年10月5日発売／販売終了）
- クアトロ（2006年12月13日発売／販売終了）*タワーレコード渋谷店限定

1. クアトロ

- とぎれとぎれ（2007年1月24日発売）

1. インシンセリティ
2. ムージック
3. とぎれとぎれ
4. クアトロ(スペシャルおまけ)

- ジャンクション（2007年5月23日発売）

1. ジャンクション
2. カモメ
3. 四谷
4. ジャンクション(マイナスじんバージョン)

- まごころ（2008年4月23日発売）

1. まごころ
2. マイナスワン
3. インシンセリティ(2007.8.4)
4. まごころ(マイナスじんバージョン)

- アップライト(2009年3月18日発売)

1. アップライト
2. 撫子
3. 続くロンド
4. アップライト(マイナスじんバージョン)

### ミニアルバム
- 東京ズータンズ（2004年9月発売／販売終了）
- ぐうの音（2006年5月20日発売／販売終了）

### アルバム
- さよならズータンズ、こんにちはズータンズ（2007年7月4日発売）

1. あのとき
2. ムージック
3. かしの木
4. 四谷
5. ジャンクション
6. インシンセリティ
7. スワニー
8. 日常
9. クアトロ
10. カモメ
11. とぎれとぎれ
12. シムシティ

- と、思っていた。（2010年2月10日発売）

1. 星降る街
2. ワープ
3. アップライト
4. たゆたい
5. marry
6. マイナスワン
7. 撫子
8. それなら
9. 僕はブルー、君はだいだい
10. まごころ
11. バトン

- カウボーイ（2011年3月23日発売）

1. and you? -始まり-
2. カウボーイ
3. 青い空と、僕らと、
4. いえす/のー
5. ケリー
6. すみれ（album version）
7. チャプター
8. 牛歩ロジー
9. 澄んだ夜に
10. me too. -続く-
11. 僕たちの夏/ヒロキユミコとズータンズ（bonus track）

- 続くロンド -ズータンズ ベスト アルバム-（2012年5月9日発売）

1. しゃる うぃ dance?
2. 丸くない月-Full Version-
3. クアトロ
4. ムージック
5. ジャンクション
6. まごころ
7. アップライト
8. 星降る街
9. ケリー
10. 牛歩ロジー
11. チャプター
12. カウボーイ
13. 続くロンド
14. 彼方のそば-Studio Live-

### 企画盤
- ドラマチック・ズータンズ　LIVE CD（2011年5月／ネット販売のみ・限定200枚）‐2011年3月6日に渋谷SPACE SHOWER TV THE DINERにて行われたライブを収録。

1. 星降る街
2. marry
3. ケリー
4. ムージック
5. カウボーイ
6. ワープ
7. 彼方のそば

### 配信リリース
- 僕たちの夏（2010年6月23日／ヒロキユミコとズータンズ名義）

### コンピレーションアルバム
- A Day in the Life ～Boutique Label Collection～（2008年8月27日発売）

M-05 まごころ 収録

### DVD
- ズータンズ at MOSAiC（2006年6月／販売終了）‐2006年3月9日に下北沢MOSAiCにて行われたライブを収録。

1. ケリー
2. 日常
3. シムシティ
4. ざあざあ
5. 星降る街
6. タリオ
7. 彼方のそば
8. 特典映像

### タイアップ
- 「クアトロ」‐dwango「dwango.jp」TV-CMソング
- 「ムージック」‐dwango「dwango.jp」TV-CMソング、ヒガシマル醤油「ちょっとどんぶり」TV-CMソング
- 「ジャンクション」‐岩手めんこいテレビ「Break Point!」07年5月度エンディングテーマ
- 「アップライト」‐鹿児島テレビ「ナマ・イキVOICE」09年4月度エンディングテーマ
- 「星降る街」‐朝日放送（ABC）「ホップ!ステップ!シャンプー!」10年2月度エンディングテーマ
- 「僕たちの夏」‐K-MIX&サークルKサンクス共同開発商品「みかんのオ～レ ちゅう」オリジナルソング（ヒロキユミコとズータンズ名義）
- 「カウボーイ」‐朝日放送（ABC）ビーバップ!ハイヒール11年4月度エンディングテーマ

### 楽曲提供
- koume（鈴木が作曲）

「アメジスト」「そらのみち」「手紙」

## ズータンズパーティー
ズータンズパーティーは、ズータンズが好きな人（バンド）を招いて行うライブイベント。

ズータンズのワンマンライブにおいてもこのタイトルが適用されDXが追記される。
- 2005年10月5日「ズータンズパーティー・熱唱サラリーマンの女」@原宿RUIDE

ズータンズ／ハルネロ／Tahnya／tic／梟／織子（展示）
- 2007年5月23日「ズータンズパーティーNeo～どうしようもなくジャンクション～」@Shibuya O-Crest

ズータンズ／guckle／Soma／芙咲由美恵
- 2007年8月4日「ズータンズパーティーDX～いらっしゃいませズータンズ～」@Shibuya O-Crest

ズータンズ
- 2008年11月13日「ズータンズパーティー～輪（ミュージック）～」@Shibuya O-Crest

ズータンズ／ZUKAN／FANfamily&芙咲由美恵
- 2008年12月12日「ズータンズパーティー～舞（シェイク）～」@横浜BAYSIS

ズータンズ／後藤秀人BAND／ピロカルピン／MEGANE WRENCH
- 2009年2月7日「ズータンズパーティー～曲（ミュージック）～」@Shibuya O-Crest

ズータンズ／guckle／pogs／Soupnote
- 2009年3月22日「ズータンズパーティーDX アゲイン」@Shibuya O-Crest

ズータンズ／岡野宏典
- 2009年7月10日「祝☆初出張！ズータンズパーティーDX ～しっぽ振って行こう！～」@Live House 浜松窓枠

ズータンズ
- 2009年10月11日「ズータンズパーティーDX ～ただいま静岡！また来たの？って言わないで～」@Live House 浜松窓枠

ズータンズ
- 2010年3月6日「ズータンズパーティーDX ～と、思っていた。とかいないとか～」@Shibuya O-crest

ズータンズ／西村智彦（SING LIKE TALKING）
- 2010年10月30日「ズータンズパーティーDX@静岡 ～また来たよ！2度あることは3度あるもんです～」@Live House 浜松窓枠

ズータンズ
- 2011年5月7日「ズータンズパーティーDX ～and you? -始まり-～」@Shibuya O-crest

ズータンズ
- 2011年5月15日「ズータンズパーティーDX ～me too. -続く-～」@浜松FORCE

ズータンズ
- 2011年9月11日「ズータンズパーティーDX ～しゃる うぃ dance ? 三回まわってone!～浜松の巻」@浜松窓枠

ズータンズ／禹貴恵/violin（harmonic hammock）
- 2011年10月8日「ズータンズパーティーDX ～しゃる うぃ dance ? 三回まわってone!～渋谷の巻」@Shibuya O-crest

ズータンズ／西村智彦（SING LIKE TALKING）
- 2011年11月20日「ズータンズパーティーDX ～しゃる うぃ dance ? 三回まわってone!～梅田の巻」@梅田Shangri-la

ズータンズ／西村智彦（SING LIKE TALKING）／土居康宏（Unlimited tone）
- 2012年4月15日「ズータンズパーティーセミファイナル with kainatsu～東京もよいトコロです～」@代官山LOOPにて開催。

ズータンズ／甲斐名都
- 2012年5月19日「ズータンズパーティーDX Final ～ほんとに、ほんとに最後だよ～」@浜松窓枠にて開催。

## 出演
- 岡野宏典「ゴール」プロモーションビデオ(2008年7月)

鈴木と瀬戸がバックバンドとして出演。
- K-MIX 8×8 ズータンズのしっぽ振って行こう！(2009年1月7日-2012年5月30日)

静岡エフエム放送(K-MIX)　毎週水曜20:00～20:30
- B★BOX FRIDAY HYPER内、ズータンズ応援コーナー(2010年1月～)

エフエム栃木(Radio Berry)

## 連載
- 「私らしく一歩前へ」を応援する浜松フリーマガジン we:la(ウィーラ)(2011年1月～)

神原がコラムを掲載。

## 関連人物
- 織子

ズータンズのCDジャケットのイラストを担当。
- 岡野宏典
- 西村智彦（SING LIKE TALKING）

『と、思っていた』、『カウボーイ』でサポートミュージシャンとして参加。
- 廣木弓子

“ヒロキユミコとズータンズ”として、「僕たちの夏」をデュエット。